# 야스토미 아유미
야스토미 아유미(安冨 歩, 1963년 3월 22일)은 일본의 경제학자이자 정치인이다. 2014년 트랜스여성으로 커밍아웃하기 전부터 일본 밖에 번역서가 소개되는 등 유명한 학자였으며, 커밍아웃을 하면서 이름의 독음을 아유무에서 아유미로 바꿨다. 또한 레이와 신센구미 소속으로 출마하기도 하였다.

## 같이 보기
- 트랜스젠더 인물 목록
- 디어드리 매클로스키